# Panzerzug Anissimow
Der Panzerzug Anissimow war der erste russische Panzerzug und stammte aus der Zeit des Boxeraufstandes von 1899.

## Geschichte
Als in der zweiten Hälfte des 19. Jahrhunderts die Idee zur Nutzung von Eisenbahnwagen für militärische Zwecke aufkam, verfolge das russische Militärministerium alle Neuerungen mit großer Aufmerksamkeit. Dabei wertete man die Nutzung eines britischen Panzerzuges aus dem Jahr 1882 in Ägypten und die Nutzung gepanzerter Züge aus dem Zweiten Burenkrieg aus. Dennoch fand die Idee, Panzerzüge einzusetzen, in der Führung der Kaiserlich Russischen Armee keine Unterstützung.
Ende Mai 1900 besetzten Rebellen der Boxer den chinesischen Teil Tianjins. Die in der Stadt befindlichen Ausländer begannen mit der Befestigung ihrer Viertel und Matrosen von nahegelegenen Kriegsschiffen wurden als Unterstützung in die Stadt entsandt. Die Anzahl der Truppen vor Ort reichte jedoch nicht aus, um alle Zivilisten zu beschützen, woraufhin das russische Oberkommando umgehend eine Abteilung unter dem Oberst Anissimow als Hilfe entsandte. Diese Truppen landeten, erbeuteten mehrere Züge und rückten umgehend in das europäische Viertel von Tianjin ein. Bereits am nächsten Tag befanden sich 2.500 europäische Soldaten aus acht Staaten in der Stadt.
Um die Kommunikation sicherzustellen, wurde am 2. Juni 1900 am Bahnhof von Junliangcheng in aller Eile ein bewaffneter Zug aufgebaut und durch russische Matrosen besetzt.

## Technische Daten
Über die genaue Zusammensetzung des Panzerzuges liegen keine Informationen vor.

## Einsatz
Der Panzerzug wurde auf den Eisenbahnstrecken der Stadt eingesetzt und fuhr bis zum Ende der Belagerung am 10. Juni 1900.

## Zugpersonal
Die Besatzung dieses Panzerzuges bestand aus 200 Soldaten, die meisten davon russische Matrosen.
- Panzerzugkommandant
  - Oberst Anissimow